# Donna del gioco
La Donna del gioco o Signora del gioco (Domina Ludi in latino, Dòna del zöc in dialetto camuno) è una figura mitica, citata spesso nei processi tenutisi nei casi di  caccia alle streghe.
Ricollegata a culti di origine pagana, è stata affiancata alle figure di Diana, Erodiade, Berchta.
Poteva manifestarsi in varie forme, in genere come un fantasma o come una cacciatrice, mentre a volte appariva come una bellissima ragazza che viveva nel bosco, vestita dei soli capelli, con uno sguardo capace di ammaliare le persone.